# Linea Oro (metropolitana di Doha)
La linea oro (in arabo الخط الذهبي) è una linea della metropolitana di Doha che collega la città da sud-ovest, con capolinea Al Aziziyah (nella municipalità di Ar Rayyan) a est, con capolinea presso Ras Bu Abboud (nella città di Doha).

## Storia
Nell'aprile 2014 il consorzio guidato dall'azienda greca Ellaktor e composto anche da Yapi Merkezi, STFA, Larsen & Toubro e Al Jaber Engineering si aggiudicò l'appalto per la prima fase della linea, esclusa la stazione di Msheireb assegnata invece al consorzio composto da Samsung C&T, Obrascon Huarte Lain e Qatar Building Company.
La prima fase della linea è stata aperta al pubblico il 21 novembre 2019.

## Stazioni
La linea ha una lunghezza di 14 km e possiede 11 stazioni.
| Nome            | Nome in arabo    | Interscambi         |
| --------------- | ---------------- | ------------------- |
| Al Aziziyah     | العزيزية         |                     |
| Sport City      | المدينة الرياضية |                     |
| Al Waab         | الوعب            |                     |
| Al Sudan        | السودان          |                     |
| Joaan           | جوان             |                     |
| Al Sadd         | السد             |                     |
| Bin Mahmoud     | بن محمود         |                     |
| Msheireb        | مشيرب            | Linee Rossa e Verde |
| Souq Waqif      | سوق واقف         |                     |
| National Museum | متحف قطر الوطني  |                     |
| Ras Bu Abboud   | راس أبو عبود     |                     |